# François Mautin
Pour les articles homonymes, voir Mautin.
François Albert Mautin (né le 9 mai 1907 dans le 17e arrondissement de Paris et mort le 27 octobre 2003 dans le 16e arrondissement de Paris) est un joueur professionnel français de hockey sur glace.

## Carrière
François Mautin fait sa carrière au Club des Sports d'Hiver de Paris de 1925 à 1930, au Racing Club de France de 1931 à 1933 et aux Français volants de Paris de 1933 à 1934.
François Mautin participe avec l'équipe de France aux Jeux olympiques de 1928 à Saint-Moritz. Il est ensuite joueur de réserve au championnat du monde 1930,.

## Biographie
François Mautin est le petit-fils du joaillier et collectionneur d'art Henri Vever, il hérite d'une importante collection d'art. Il travaille comme assesseur. Avec sa sœur, il cache la collection des troupes d'occupation allemandes en France pendant la Seconde Guerre mondiale, notamment des tableaux perses et indiens, par une expédition dans des caisses vers New York en 1945. Il obtient la nationalité américaine. En novembre 1984, la mère de Glenn Lowry, conservateur d'art du Proche-Orient de la Smithsonian Institution, se trouve à une réception à Paris quand elle rencontre François Mautin qui lui révèle son secret. Il vend sa collection à la Smithsonian Institution en 1986 contre sept millions de dollars.